# Arthur Levasseur
Pour les articles homonymes, voir Levasseur.
Arthur Levasseur est un homme politique français né le 4 février 1875 à Persan (Seine-et-Oise) et décédé le 5 octobre 1955 à Gif-sur-Yvette (Essonne)

## Biographie
Issu d'une famille ouvrière, il entre très jeune dans la vie militante. Responsable d'une coopérative de consommation à L'Isle-Adam, il fonde en 1897 dans la ville voisine de Persan un groupe socialiste membre du Parti ouvrier français de Jules Guesde.
Participant au congrès socialiste de 1898, à celui dit « de la Salle Wagram », en 1900, et à celui de Lyon en 1901, il est alors trésorier de la fédération socialiste départementale, membre du Parti socialiste de France. Il devient, cette même année, secrétaire de la mairie de Persan.
Après le congrès d'unification du Globe (1905), auquel il participe, il est candidat SFIO aux législatives de 1906, à Pontoise, puis en 1910, à Versailles.
Il s'installe ensuite à Paris, où il travaille comme employé de commerce et poursuit son activité militante, étant notamment candidat malheureux aux municipales en 1912.
En 1914, il est élu député, avec 51,7 % des voix au second tour contre le sortant conservateur d'Aramon. Partisan de l'union sacrée, puis violemment anti-pacifiste, il entre en dissidence de la SFIO en 1919 en conduisant une liste socialiste indépendante dans la 3ème circonscription de la Seine. Obtenant 23 % des voix, sa liste décroche 3 sièges. Levasseur et les deux autres élus sont immédiatement exclus de la SFIO.
Il participe alors à la création du Parti socialiste français. Réélu sous cette étiquette en 1924, il siège au sein du groupe des républicains-socialistes et socialistes français. Du 17 avril 1925 au 19 juillet 1926, il est Haut commissaire au logement, et à ce titre membre du gouvernement.
Battu dès le premier tour lors des législatives de 1928, il se désiste en faveur du candidat radical. De nouveau candidat en 1932, sous l'étiquette de « concentration de gauche », autrement dit du centre droit, il ne parvient pas à retrouver son siège.
Il quitte alors Paris pour retourner en Seine-et-Oise, il tente de nouveau, et toujours en vain, de retrouver le Palais Bourbon l'année suivante. Il se consacre ensuite à son mandat de maire de Gif-sur-Yvette, conquis en 1929, et qu'il occupe jusqu'à sa mort, avec une parenthèse entre 1944 et 1947.

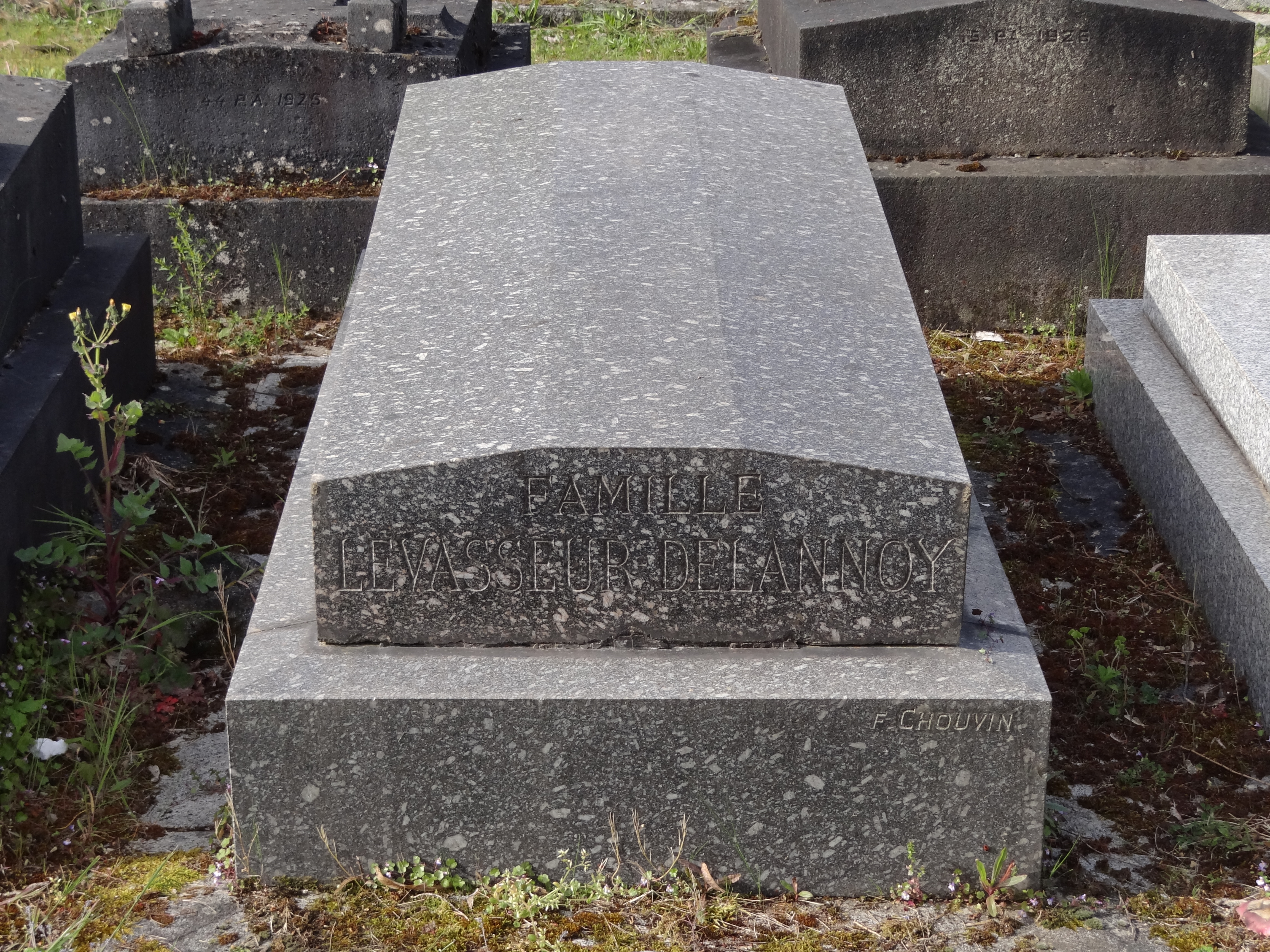
La tombe d'Arthur Levasseur au cimetière parisien de Bagneux (Hauts-de-Seine).

## Synthèse des mandats
- Député républicain-socialiste de la Seine de 1914 à 1928
- Haut-Commissaire au Logement du 17 avril 1925 au 19 juillet 1926 dans les gouvernements Paul Painlevé (2), Paul Painlevé (3), Aristide Briand (8), Aristide Briand (9) et Aristide Briand (10)

## Distinctions
- Chevalier de la Légion d'honneur
- Grand cordon de l'ordre du Ouissam alaouite
- Commandeur du Ordre du Mérite commercial et industriel

## Sources
- « Arthur Levasseur », dans le Dictionnaire des parlementaires français (1889-1940), sous la direction de Jean Jolly, PUF, 1960 [détail de l’édition]
- Dictionnaire biographique du mouvement ouvrier, notice de Justinien Raymond